# Танкерна війна
Так звана «танкерна війна» між Іраком та Іраном тривала з 1984 по 1988 рік під час Ірано-іракської війни. Обидві сторони здійснювали атаки на торговельні судна в Перській затоці та Ормузькій протоці з метою встановлення морської блокади та послаблення експортних можливостей супротивника.

## Перебіг
Танкерна війна почалася, після того як Ірак напав на іранські танкери і нафтовий термінал на острові Харк у 1984 році. Іран завдав у відповідь удар, атакувавши танкери, що транспортували іракську нафту з Кувейту, а потім на будь-які танкери держав Перської затоки, яка підтримувала Ірак. Обидві країни нападали на танкери і торгові судна, в тому числі нейтральних країн, у спробі позбавити противника торгівлі. Ірак заявив, що всі судна, які прямують з іранських портів в північній зоні Перської затоки, мають бути знищені.
Ірак використав свої повітряні сили задля виконання своїх погроз, насамперед винищувачі, F-1 «Міраж» і МіГ-23 й протикорабельні ракети Exocet. Після неодноразових іракських нападів на експортні об'єкти Ірану, головним чином на острові Харк, Іран напав на кувейтський танкер поблизу Бахрейну 13 травня 1984, і саудівський танкер в саудівських водах 16 травня. Напади на кораблі нейтральних держав в Перській затоці після цього різко збільшилися, і цей етап війни між Іраком і Іраном був названий «Танкерною війною».
Корабель ВМС США, Старк був вражений 17 травня 1987 двома протикорабельними ракетами Екзосет, що були запущені іракськими F-1 Mirage.